# Lone Hadrup
Lone Hadrup (født 1943) er en tidligere dansk atlet. Hun var medlem af Viborg Atletikforening.
Lone Hadrup var med til at på Bislett Stadion under kvindelandskampen mod Norge 20. juli 1960 at sætte den danske rekord på 4 x 100 meter stafet. Rekordholdet bestod af Lone Hadrup, Bodil Nørgaard, Anne-Lise Olsen og Vivi Markussen, der løb i den nævnte rækkefølge. Den nye rekordtid 47,9 sek var forbedring på godt to sekunder af den hidtidige
rekord, som var sat under olympiaden i London i 1948.
Lone Hadrup er storesøster til Else Hadrup.

## Internationale mesterskaber
- 1965 NM 100 meter  Bronze 12,2
- 1961 NM 200 meter  Bronze 25,7
- 1961 NM 100 meter  Bronze 12,5

## Danske mesterskaber
- Guld 1962 200 meter 25,8
- Sølv 1962 100 meter 12,2
- Sølv 1961 100 meter 12,1
- Sølv 1961 200 meter 25,2
- Sølv 1959 100 meter 12,9